# Islandia en el Festival de la Canción de Eurovisión 2006
Islandia participó en el Festival de la Canción de Eurovisión 2006 con la canción "Congratulations", interpretada por Silvia Night, compuesta por Þorvaldur Bjarni Þorvaldsson y escrita por Ágústa Eva Erlendsdóttir y Gaukur Úlfarsson. La representante islandesa fue escogida por medio del Söngvakeppni Sjónvarpsins 2006, organizado por la RÚV. Islandia obtuvo el 13.er puesto en la semifinal del 18 de mayo de 2006.

## Antecedentes
Antes de la edición de 2006, Islandia había participado en el Festival de la Canción de Eurovisión dieciocho veces desde su primera participación en 1986. La mejor posición de Islandia en el concurso, hasta este punto, fue el 2.º puesto en 1999, con la canción "All Out of Luck" interpretada por Selma. Desde la introducción de una semifinal al formato del Festival en 2004, Islandia, hasta este momento, no ha logrado clasificarse para la final solo en una ocasión. En 2005, Islandia fue representada por Selma con la canción "If I Had Your Love", obteniendo el 16.º puesto en la semifinal.
La radioemisora nacional islandesa, Ríkisútvarpið (RÚV), transmite el evento dentro de Islandia y organiza el proceso de selección del representante del país. Para esto último, ha utilizado tanto elecciones internas como la realización de una final nacional. En 2004 y 2005 Islandia utilizó la elección interna.

## Antes de Eurovisión
El 13 de septiembre de 2005, la RÚV anunció que, tras dos años de elecciones internas, volvería a seleccionar a su representante mediante su final nacional, conocida como Söngvakeppni Sjónvarpsins.

### Söngvakeppni Sjónvarpsins 2006
El Söngvakeppni Sjónvarpsins 2006 fue el formato de final nacional desarrollado por la RÚV para seleccionar la representación de Islandia en el Festival de la Canción de Eurovisión 2006. Los presentadores fueron Brynhildur Guðjónsdóttir y Garðar Thór Cortes.

#### Formato
Veinticuatro canciones en total compitieron en el Söngvakeppni Sjónvarpsins 2006. El ganador fue elegido tras la realización de tres semifinales y una final. Ocho canciones compitieron en cada una de las semifinales, del 21 de enero de 2006 al 04 de febrero de 2006. Las cinco canciones más votadas por el público pasaron a la final del 18 de febrero de 2006. Quince canciones compitieron en ella, siendo el ganador determinado por televoto.

#### Participantes
El 30 de octubre de 2005 la RÚV abrió el período de recepción de canciones, el cual concluyó el 18 de noviembre de 2005. Las canciones debían enviarse e interpretarse en islandés, teniendo la canción ganadora la opción de ser versionada al inglés u otro idioma para el Festival. Al finalizar el período de recepción de canciones, 216 candidaturas fueron recibidas. El 13 de diciembre de 2005 la RÚV anunció las canciones y compositores que participarían en las semifinales. Finalmente, en enero de 2006 se dio a conocer el listado de los artistas que participarían en la final nacional con sus respectivas canciones: el 16 los de la primera semifinal, el 17 los de la segunda, y el 20 los de la tercera.
| Artista                                       | Canción                    | Traducción                 | Compositor/es                 | Compositor/es                 |
| Artista                                       | Canción                    | Traducción                 | Música                        | Letra                         |
| --------------------------------------------- | -------------------------- | -------------------------- | ----------------------------- | ----------------------------- |
| Aðalheiður "Heiða" Ólafsdóttir                | 100% hamingja              | "100% felicidad"           | Sveinn Rúnar Sigurðsson       | Kristján Hreinsson            |
| Ardís Ólöf Víkingsdóttir                      | Eldur nýr                  | "Un fuego nuevo"           | Örlygur Smári                 | Daniella Vecchia              |
| Ardís Ólöf Víkingsdóttir                      | Eldur nýr                  | "Un fuego nuevo"           | Örlygur Smári                 | Niclas Kings                  |
| Ardís Ólöf Víkingsdóttir                      | Eldur nýr                  | "Un fuego nuevo"           | Örlygur Smári                 | Örlygur Smári                 |
| Birgitta Haukdal                              | Mynd af þér                | "Una fotografía tuya"      | Sveinn Rúnar Sigurðsson       | Kristján Hreinsson            |
| Bjartmar Þórðarson                            | Á ég?                      | "¿Debería?"                | Örlygur Smári                 | Sigurður Örn Jónsson          |
| Davíð Þorsteinn Olgeirsson                    | Strengjadans               | "Baile de la cuerda"       | Davíð Þorsteinn Olgeirsson    | Davíð Þorsteinn Olgeirsson    |
| Dísella Lárusdóttir                           | Útópía                     | "Utopía"                   | Sveinn Rúnar Sigurðsson       | Kristján Hreinsson            |
| Eyjólfur Kristjánsson & Bergsveinn Arilíusson | Lífið                      | "La vida"                  | Eyjólfur Kristjánsson         | Eyjólfur Kristjánsson         |
| Fanney Óskarsdóttir                           | Hamingjusöm                | "Feliz"                    | Fanney Óskarsdóttir           | Fanney Óskarsdóttir           |
| Friðrik Ómar Hjörleifsson                     | Það sem verður             | "Lo que sucederá"          | Hallgrímur Óskarsson          | Lára Unnur Ægisdóttir         |
| Geir Ólafsson                                 | Dagurinn í dag             | "El día es hoy"            | Friðrik Ómar Hjörleifsson     | Kristján Hreinsson            |
| Guðrún Árný Karlsdóttir                       | Andvaka                    | "Desvelado"                | Trausti Bjarnason             | Trausti Bjarnason             |
| Gunnar Ólason                                 | María                      | —                          | Roland Hartwell               | Birgir S. Klingenberg         |
| Gunnar Ólason                                 | Það var lagið              | "Esa fue la canción"       | Roland Hartwell               | Birgir S. Klingenberg         |
| Íris Kristinsdóttir                           | Ég sé                      | "Yo veo"                   | Íris Kristinsdóttir           | Íris Kristinsdóttir           |
| Katy Þóra Winter                              | Á meðan hjartað slær       | "Mientras el corazón lata" | Tómas Hermannsson             | Ragnheiður Gröndal            |
| Magni Ásgeirsson                              | Flottur karl, Sæmi Rokk    | "Hombre genial, Sæmi Rokk" | Sævar Benediktsson            | Sævar Benediktsson            |
| Maríanna Másdóttir                            | Í faðmi þér                | "En tus brazos"            | Ingvi Þór Kormáksson          | Valgeir Skagfjörð             |
| Matthías Matthíasson                          | Sést það ekki á mér?       | "¿No lo ves en mí?"        | Sigurdur Örn Jonsson          | Sigurdur Örn Jonsson          |
| Regína Ósk                                    | Þér við hlið               | "A tu lado"                | Trausti Bjarnason             | Magnús Þór Sigmundsson        |
| Regína Ósk                                    | Þér við hlið               | "A tu lado"                | Trausti Bjarnason             | Þorvaldur Bjarni Þorvaldsson  |
| Rúna Stefánsdóttir & Brynjar Már Valdimarsson | 100% (Hundrað prósent)     | "100 por ciento"           | Hörður G. Ólafsson            | Hörður G. Ólafsson            |
| Sigurjón Brink                                | Hjartaþrá                  | "Deseo del corazón"        | Bryndís Sunna Valdimarsdóttir | Bryndís Sunna Valdimarsdóttir |
| Silvía Nótt                                   | Til hamingju Ísland        | "Felicitaciones Islandia"  | Þorvaldur Bjarni Þorvaldsson  | Ágústa Eva Erlendsdóttir      |
| Silvía Nótt                                   | Til hamingju Ísland        | "Felicitaciones Islandia"  | Þorvaldur Bjarni Þorvaldsson  | Gaukur Úlfarsson              |
| Sólveig Samúelsdóttir                         | Mig langar að hafa þig hér | "Quiero tenerte aquí"      | Hallgrímur Óskarsson          | Hallgrímur Óskarsson          |
| Þóra Gísladóttir & Edgar Smári Atlason        | Stundin - staðurinn        | "El momento - el lugar"    | Ómar Þorfinnur Ragnarsson     | Ómar Þorfinnur Ragnarsson     |

### Programas

#### Semifinales

##### 1.ª Semifinal
La primera semifinal tuvo lugar el 21 de enero de 2006. En ella compitieron ocho canciones, clasificando a la final las cuatro más votada por el público.
| 1.ª Semifinal (21 de enero de 2006) | 1.ª Semifinal (21 de enero de 2006)    | 1.ª Semifinal (21 de enero de 2006) | 1.ª Semifinal (21 de enero de 2006) |
| #                                   | Artista                                | Canción                             | Resultado                           |
| ----------------------------------- | -------------------------------------- | ----------------------------------- | ----------------------------------- |
| 1                                   | Gunnar Ólason                          | María                               | Eliminado                           |
| 2                                   | Matthías Matthíasson                   | Sést það ekki á mér?                | Comodín                             |
| 3                                   | Þóra Gísladóttir & Edgar Smári Atlason | Stundin - staðurinn                 | Finalista                           |
| 4                                   | Íris Kristinsdóttir                    | Ég sé                               | Eliminado                           |
| 5                                   | Friðrik Ómar Hjörleifsson              | Það sem verður                      | Finalista                           |
| 6                                   | Maríanna Másdóttir                     | Í faðmi þér                         | Eliminado                           |
| 7                                   | Regína Ósk                             | Þér við hlið                        | Finalista                           |
| 8                                   | Davíð Þorsteinn Olgeirsson             | Strengjadans                        | Finalista                           |

##### 2.ª Semifinal
La segunda semifinal tuvo lugar el 28 de enero de 2006. En ella compitieron ocho canciones, clasificando a la final las cuatro más votada por el público.
| 2.ª Semifinal (28 de enero de 2006) | 2.ª Semifinal (28 de enero de 2006)           | 2.ª Semifinal (28 de enero de 2006) | 2.ª Semifinal (28 de enero de 2006) |
| #                                   | Artista                                       | Canción                             | Resultado                           |
| ----------------------------------- | --------------------------------------------- | ----------------------------------- | ----------------------------------- |
| 1                                   | Geir Ólafsson                                 | Dagurinn í dag                      | Eliminado                           |
| 2                                   | Fanney Óskarsdóttir                           | Hamingjusöm                         | Eliminado                           |
| 3                                   | Eyjólfur Kristjánsson & Bergsveinn Arilíusson | Lífið                               | Eliminado                           |
| 4                                   | Guðrún Árný Karlsdóttir                       | Andvaka                             | Finalista                           |
| 5                                   | Magni Ásgeirsson                              | Flottur karl, Sæmi Rokk             | Comodín                             |
| 6                                   | Ardís Ólöf Víkingsdóttir                      | Eldur nýr                           | Finalista                           |
| 7                                   | Sigurjón Brink                                | Hjartaþrá                           | Finalista                           |
| 8                                   | Aðalheiður "Heiða" Ólafsdóttir                | 100% hamingja                       | Finalista                           |

##### 3.ª Semifinal
El 01 de febrero de 2006, la canción de Silvía Nótt se publica en internet. Sin embargo, las reglas del concurso indicaban que el estreno de la canción debía darse con su presentación en la semifinal, por lo cual se estaba enfrentando a una posible descalificación. A pesar de ello, la RÚV informó que la canción seguiría en competencia y que, en lugar de cuatro, serían cinco las canciones clasificadas a la final del concurso.
La tercera semifinal tuvo lugar el 04 de febrero de 2006. En ella compitieron ocho canciones, clasificando a la final las cinco más votada por el público. Además, se hizo público quienes ocuparon el 5.º puesto en las semifinales anteriores, recibiendo estos un comodín para participar en la final.
| 3.ª Semifinal (04 de febrero de 2006) | 3.ª Semifinal (04 de febrero de 2006)         | 3.ª Semifinal (04 de febrero de 2006) | 3.ª Semifinal (04 de febrero de 2006) |
| #                                     | Artista                                       | Canción                               | Resultado                             |
| ------------------------------------- | --------------------------------------------- | ------------------------------------- | ------------------------------------- |
| 1                                     | Rúna Stefánsdóttir & Brynjar Már Valdimarsson | 100%                                  | Finalista                             |
| 2                                     | Dísella Lárusdóttir                           | Útópía                                | Finalista                             |
| 3                                     | Bjartmar Þórðarson                            | Á ég?                                 | Finalista                             |
| 4                                     | Silvía Nótt                                   | Til hamingju Ísland                   | Finalista                             |
| 5                                     | Katy Þóra Winter                              | Á meðan hjartað slær                  | Eliminado                             |
| 6                                     | Sólveig Samúelsdóttir                         | Mig langar að hafa þig hér            | Eliminado                             |
| 7                                     | Gunnar Ólason                                 | Það var lagið                         | Eliminado                             |
| 8                                     | Birgitta Haukdal                              | Mynd af þér                           | Finalista                             |

#### Final
La final tuvo lugar el 18 de febrero de 2006. En ella compitieron quince canciones, siendo el ganador escogido por televoto y anunciados sólo los tres primeros puestos.
| Final (18 de febrero de 2006) | Final (18 de febrero de 2006)                 | Final (18 de febrero de 2006) | Final (18 de febrero de 2006) | Final (18 de febrero de 2006) |
| #                             | Artista                                       | Canción                       | Televoto                      | Puesto                        |
| ----------------------------- | --------------------------------------------- | ----------------------------- | ----------------------------- | ----------------------------- |
| 1                             | Ardís Ólöf Víkingsdóttir                      | Eldur nýr                     | —                             | —                             |
| 2                             | Þóra Gísladóttir & Edgar Smári Atlason        | Stundin - staðurinn           | —                             | —                             |
| 3                             | Dísella Lárusdóttir                           | Útópía                        | —                             | —                             |
| 4                             | Magni Ásgeirsson                              | Flottur karl, Sæmi Rokk"      | —                             | —                             |
| 5                             | Friðrik Ómar Hjörleifsson                     | Það sem verður                | 9 942                         | 3                             |
| 6                             | Matthías Matthíasson                          | Sést það ekki á mér?          | —                             | —                             |
| 7                             | Aðalheiður "Heiða" Ólafsdóttir                | 100% hamingja                 | —                             | —                             |
| 8                             | Davíð Þorsteinn Olgeirsson                    | Strengjadans                  | —                             | —                             |
| 9                             | Guðrún Árný Karlsdóttir                       | Andvaka                       | —                             | —                             |
| 10                            | Sigurjón Brink                                | Hjartaþrá                     | —                             | —                             |
| 11                            | Silvía Nótt                                   | Til hamingju Ísland           | 70 190                        | 1                             |
| 12                            | Bjartmar Þórðarson                            | Á ég?                         | —                             | —                             |
| 13                            | Birgitta Haukdal                              | Mynd af þér                   | —                             | —                             |
| 14                            | Rúna Stefánsdóttir & Brynjar Már Valdimarsson | 100%                          | —                             | —                             |
| 15                            | Regína Ósk                                    | Þér við hlið                  | 30 018                        | 2                             |

## En Eurovisión
Islandia no clasificó a la final en el Festival de la Canción de Eurovisión 2005, por tanto tuvo que competir en la semifinal del 2006. El 21 de marzo de 2006 fueron realizados los sorteos del orden de presentación de las canciones participantes tanto en la semifinal como en la final, así como del orden de votación durante la final. Esto determinó que Islandia debía ser el último en presentarse, en el 23.er lugar, después de Bosnia y Herzegovina, en la semifinal del 18 de mayo de 2006; y ser el 31.er país en entregar sus votos en la final, el 20 de mayo de 2006.
Silvia Night es un personaje de ficción en Sjáumst með Silvíu Nótt, un popular programa islandés en el canal de televisión Skjár 1. Ágústa Eva Erlendsdóttir, cantante y actriz, y Gaukur Úlfarsson decidieron crear al personaje para que sacara a relucir lo peor del comportamiento humano en la sociedad moderna. La personalidad de Silvia está altamente afectada por el narcisismo y ella se ve a sí misma como la más famosa y talentosa persona del mundo. La canción cuenta la historia de cómo Silvia ganará el Festival de la Canción de Eurovisión y cómo ella es mejor que todos los demás concursantes. La versión inglesa de la canción causó alguna controversia, pues el videoclip de la canción contenía una palabra ofensiva, aunque esta no fue incluida en la versión oficial de la letra. La Unión Europea de Radiodifusión, supuestamente, en una misiva publicada en la página web de la cantante, amenazó con descalificarla si la palabra ofensiva era incluida en la presentación en vivo, a pesar de lo cual Silvia la utilizó en los ensayos, aunque no en la presentación en vivo en la semifinal.

### Presentación y Resultados
Para Eurovisión, la canción seleccionada fue versionada al inglés como "Congratulations". A Silvia Night la acompañaron, además de dos bailarines, tres coristas: Pétur Örn Guðmundsson, Rúnar Frey Gislason y Sigríður Beinteinsdóttir. En la semifinal, la canción obtuvo el 13.er puesto con 62 puntos, no logrando clasificar a la final del Festival.
El comentarista de la transmisión del Festival por la Sjónvarpið, tanto de la semifinal como de la final, fue Sigmar Guðmundsson. La portavoz de los votos de Islandia en la final fue Ragnhildur Steinunn Jónsdóttir.

### Puntos otorgados a Islandia
| Semifinal               | Semifinal | Semifinal  | Semifinal                                    | Semifinal                                                     |
| 12 puntos               | 10 puntos | 8 puntos   | 7 puntos                                     | 6 puntos                                                      |
| ----------------------- | --------- | ---------- | -------------------------------------------- | ------------------------------------------------------------- |
|                         |           |            | - Dinamarca - Finlandia - Lituania - Noruega | - España - Suecia                                             |
| 5 puntos                | 4 puntos  | 3 puntos   | 2 puntos                                     | 1 punto                                                       |
| - Estonia - Reino Unido |           | - Portugal | - Irlanda - Serbia y Montenegro              | - Bosnia y Herzegovina - Croacia - Francia - Letonia - Mónaco |

### Puntos otorgados por Islandia
| Semifinal | Semifinal            |
| --------- | -------------------- |
| 12 puntos | Finlandia            |
| 10 puntos | Suecia               |
| 8 puntos  | Lituania             |
| 7 puntos  | Bosnia y Herzegovina |
| 6 puntos  | Rusia                |
| 5 puntos  | Ucrania              |
| 4 puntos  | Bélgica              |
| 3 puntos  | Polonia              |
| 2 puntos  | Irlanda              |
| 1 punto   | Países Bajos         |

| Final     | Final                |
| --------- | -------------------- |
| 12 puntos | Finlandia            |
| 10 puntos | Lituania             |
| 8 puntos  | Dinamarca            |
| 7 puntos  | Suecia               |
| 6 puntos  | Ucrania              |
| 5 puntos  | Rusia                |
| 4 puntos  | Noruega              |
| 3 puntos  | Bosnia y Herzegovina |
| 2 puntos  | Rumania              |
| 1 punto   | Irlanda              |